# Jannis Niewöhner
Jannis Niewöhner (* 30. března 1992, Krefeld, Severní Porýní-Vestfálsko, Německo) je německý herec, známý především svou rolí ve filmové trilogii Rudá jako rubín, Modrá jako safír a Zelená jako smaragd, která je založena na knižní sérii Kerstin Gier.

## Soukromý život
V roce 2008 se Jannis seznámil s herečkou Emilií Schüle při natáčení mládežnického dramatu "Gangy". Tvořili pár sedm let, než se v roce 2015 rozešli. Od roku 2020 spolu opět tvoří pár.

## Filmografie
| Rok         | Název                                  | Role                                | Poznámky            |
| ----------- | -------------------------------------- | ----------------------------------- | ------------------- |
| 2002        | Místo činu                             | bratr Ulrike Dreiden (1 epizoda)    | TV seriál           |
| 2004        | Für immer Edelweiẞ                     | Martin                              | krátkometrážní film |
| 2005        | Poklad bílých sokolů                   | Dirk                                | [ 4 ]               |
| 2005        | Speciální tým Kolín                    | Sebastian Brüggemann (1 epizoda)    | TV seriál           |
| 2006        | Podivné experimenty                    | Peter "Tim" Carsten - hlavní role   | [ 5 ]               |
| 2007        | Žáby k zulíbání                        | Maik                                | [ 6 ]               |
| 2007        | Von Müttern und Töchtern               | Paul                                | TV film             |
| 2007        | Der Baum                               | Tom                                 | krátkometrážní film |
| 2007        | Speciální tým Kolín                    | Chris Wolf (1 epizoda)              |                     |
| 2008        | Léto                                   | Lars - hlavní role                  | [ 9 ]               |
| 2009        | Gangy                                  | Jan                                 | [ 10 ]              |
| 2010        | Svatý Augustin                         | Valerius (16 let)                   | TV film             |
| 2010        | Freche Mädchen 2                       | Antony                              | [ 12 ]              |
| 2011        | Speciální tým Kolín                    | Alexander Ritter (1 epizoda)        |                     |
| 2011        | Stolberg                               | Leon Kroll (1 epizoda)              | TV seriál           |
| 2011        | Kriminálka Stuttgart                   | Nikolas Thiel (1 epizoda)           | TV seriál           |
| 2012        | Nachtwächter                           | Tom                                 | krátkometrážní film |
| 2012        | Ein Jahr nach morgen                   | Julius Hofer - hlavní role          | TV film             |
| 2012        | Starej                                 | Fabian Limmer (1 epizoda)           | TV seriál           |
| 2012        | Místo činu                             | Danny (1 epizoda)                   | TV seriál           |
| 2013        | Černá díra                             | Tobias Hölder                       | TV film             |
| 2013        | Rudá jako rubín                        | Gideon de Villiers - hlavní role    | [ 20 ]              |
| 2013        | In einem wilden Land                   | Mats                                | TV film             |
| 2013        | Eltern                                 | Jonas                               | [ 22 ]              |
| 2014        | Speciální tým Kolín                    | Jan Rösler (1 epizoda)              | TV seriál           |
| 2014        | Modrá jako safír                       | Gideon de Villiers - hlavní role    | [ 24 ]              |
| 2014        | Für immer                              | Jan                                 | [ 25 ]              |
| 2014        | Doktorspiele                           | Bobby                               | [ 26 ]              |
| 2014        | Besser als nix                         | Mike Bender                         | [ 27 ]              |
| 2014        | Alles ist Liebe                        | Daniel                              | [ 28 ]              |
| 2015        | Bella Block                            | Matthias von Schwedlitz (1 epizoda) | TV seriál           |
| 2015        | Vichr 2                                | Milan                               | [ 30 ]              |
| 2015        | Královna Kristýna                      | hrabě Jakob de la Gardie            | [ 31 ]              |
| 2015        | 4 králové                              | Timo - hlavní role                  | [ 32 ]              |
| 2015 - 2016 | Dengler                                | Jakob Dengler (2 epizody)           | TV seriál           |
| 2016        | Zelená jako smaragd                    | Gideon de Villiers - hlavní role    | [ 34 ]              |
| 2016        | Jonathan                               | Jonathan - hlavní role              | [ 35 ]              |
| 2017        | Maximilian I. - Der Brautzug zur Macht | Maximilian (archivní záběry)        | TV film             |
| 2017        | Maximilian                             | Maximilian - hlavní role            | TV minisérie        |
| 2017        | Berlínská mise                         | Armando (2 epizody)                 | TV seriál           |
| 2017        | Vichr 3                                | Milan                               | [ 39 ]              |
| 2017        | So auf Erden                           | Simon Rützel                        | TV film             |
| 2017        | High Society                           | Yann - hlavní role                  | [ 41 ]              |
| 2017        | Bezbožní                               | Zach - hlavní role                  | [ 42 ]              |
| 2018        | Beat                                   | Robert "Beat" Schlag- hlavní role   | TV seriál           |
| 2018        | Asphaltgorillas                        | Frank                               | [ 44 ]              |
| 2018        | Mute                                   | Nicky Simsek                        | [ 45 ]              |
| 2019        | Případ Collini                         | mladý Hans Meyer                    | [ 46 ]              |
| 2020        | Přeběhlík                              | Walter Proska - hlavní role         | TV film             |
| 2020        | Pro děti cokoliv                       | Andi Javanovich - hlavní role       | [ 48 ]              |
| 2020        | Narcis a Goldmund                      | Goldmund - hlavní role              | [ 49 ]              |
| 2020        | Cortex                                 | Niko                                | [ 50 ]              |
| 2021        | Zpověď hochštaplera Felixe Krulla      | Felix Krull - hlavní role           | [ 51 ]              |
| 2021        | Mnichov: Na prahu války                | Paul von Hartmann                   | [ 52 ]              |
| 2021        | Je Suis Karl                           | Karl - hlavní role                  | [ 53 ]              |
| 2023        | Stella. Ein Leben.                     | Rolf Isaakson                       | [ 54 ]              |
| 2023        | Napoleon                               | Hippolyte Charles                   | [ 55 ]              |
| 2024        | The New Look                           | Walter Schellenberg (3 epizody)     | TV seriál           |
| 2024        | Hagen - Im Tal der Nibelungen          | Siegfried von Xanten - hlavní role  | [ 57 ]              |
| 2025        | 22 Bahnen                              | Viktor - hlavní role                | [ 58 ]              |

## Ocenění a nominace
| Rok  | Cena                                        | Kategorie                                    | Dílo                                | Výsledek  | Ref.   |
| ---- | ------------------------------------------- | -------------------------------------------- | ----------------------------------- | --------- | ------ |
| 2008 | Undine Awards, Rakousko                     | Nejlepší mladý herec ve vedlejší roli - film | Léto                                | nominován | [ 59 ] |
| 2014 | New Faces Awards, Německo                   | Herec                                        | Rudá jako rubín                     | nominován | [ 59 ] |
| 2015 | Berlin International Film Festival          | EFP Shooting Star                            |                                     | vítěz     | [ 59 ] |
| 2015 | Jupiter Award                               | Nejlepší německý herec                       | Alles ist Liebe                     | nominován | [ 59 ] |
| 2016 | German Screen Actors Awards                 | Nejlepší mladý herec                         | 4 králové                           | nominován | [ 59 ] |
| 2017 | Roze Filmdagen Amsterdam LGBT Film Festival | Cena publika - Nejlepší mužský herec         | Jonathan                            | vítěz     | [ 59 ] |
| 2017 | Cena Bambi                                  | Nejlepší národní herec                       | Bezbožní, Maximilian - TV minisérie | nominován | [ 59 ] |
| 2017 | Jupiter Award                               | Nejlepší německý herec                       | Zelená jako smaragd                 | vítěz     | [ 59 ] |
| 2017 | Bavorské filmové ceny                       | Nejlepší mladý herec                         | Jonathan a Bezbožní                 | vítěz     | [ 59 ] |
| 2019 | Hessian TV Award                            | Nejlepší herec                               | Jonathan                            | nominován | [ 59 ] |
| 2019 | International Emmy Awards                   | Nejlepší výkon herce                         | Beat                                | nominován | [ 59 ] |
| 2020 | German Television Academy Awards            | Nejlepší herec v hlavní roli                 | Přeběhlík                           | nominován | [ 59 ] |
| 2021 | German Film Awards                          | Nejlepší výkon herce v hlavní roli           | Je Suis Karl                        | nominován | [ 59 ] |
| 2021 | Filmová cena Güntera Rohrbacha              | Výjimečný výkon jako mladý herec             | Je Suis Karl                        | vítěz     | [ 59 ] |
| 2024 | Jupiter Award                               | Nejlepší německý herec                       | Stella. Ein Leben.                  | nominován | [ 59 ] |